# Fernando Ansola
Fernando Ansola San Martín, né le 27 janvier 1940 à Elgoibar (Guipuscoa, Espagne) et mort le 30 juin 1986 dans la même localité, est un footballeur international espagnol des années 1960 et 1970 qui jouait au poste d'attaquant. Il a joué avec le Real Oviedo, Real Betis, Valence CF et la Real Sociedad.

## Biographie
Né à Elgóibar en 1940, Ansola commence à jouer au SD Eibar.
Le 27 mars 1960, il débute en première division avec le Real Oviedo.
En été 1961, il est recruté par le Real Betis.

### Real Betis (1961-1966)
Ansola joue avec le Real Betis pendant cinq saisons (1961-1966). Il joue un total de 114 matchs en championnat et marque 59 buts. Sa meilleure saison au Betis est en 1963-1964. Il marque 17 buts et devient le meilleur buteur de son équipe qui termine à la 3e place en championnat qualificative pour la Coupe des villes de foire. Ansola joue avec des joueurs tels que Luis Aragonés, Eusebio Ríos ou Pepín.
En 1965, Ansola débute en équipe d'Espagne.
En 1966, le Betis est relégué en deuxième division. Ansola rejoint alors Valence CF.

### Valence CF (1966-1971)
Ansola remporte des succès avec Valence CF, mais il n'atteint pas le niveau de jeu qu'il avait avec le Betis. Il reste pendant cinq saisons avec Valence (1966-1971) jouant 106 matchs de championnat et marquant 34 buts.
Lors de sa première saison, le club remporte la Coupe d'Espagne en 1967, même si Ansola ne joue pas la finale. Il forme l'attaque aux côtés du Brésilien Waldo Machado. Machado termine meilleur buteur du championnat tandis qu'Ansola apporte l'esprit de lutte.  
Ansola joue les finales de Coupe d'Espagne de 1970 et 1971 perdues face au Real Madrid et au FC Barcelone.
Lors de la saison 1970-1971, Valence remporte le championnat sous les ordres de l'entraîneur Alfredo Di Stéfano. Ansola ne joue pas souvent (6 matchs et 4 buts marqués).
Ansola décide de quitter Valence pour rejoindre le club de sa région natale : la Real Sociedad.

### Real Sociedad (1971-1975)
Ansola joue pendant quatre saisons à la Real Sociedad. Il joue 87 matchs de championnat et marque 34 buts. Le club obtient la 4e place en championnat lors des saisons 1973-1974 et 1974-1975, ce qui lui permet de jouer pour la première fois la Coupe UEFA. Peu à peu, Ansola laisse sa place au jeune attaquant Jesús María Satrústegui. 
Ansola met un terme à sa carrière en 1975 à l'âge de 35 ans.
Ansola meurt en 1986 à l'âge de 46 ans des suites d'un cancer au cerveau.

### Équipe nationale
Fernando Ansola joue cinq matchs avec l'équipe d'Espagne. Il débute le 8 décembre 1965 lors d'un match amical face à l'Angleterre (défaite 2 à 0).
Il participe à la Coupe du monde de 1966 (sans jouer).
Il joue son dernier match avec l'Espagne le 3 avril 1968 à Wembley face à l'Angleterre.

## Style de jeu
Doté d'un physique surpuissant, il est excellent dans le jeu aérien[réf. nécessaire].

## Palmarès
Avec Valence CF :
- Champion d'Espagne en 1971
- Vainqueur de la Coupe d'Espagne en 1967